# Anne-Marie Corbisier-Hagon
Anne-Marie L. Ch. Gh. Corbisier-Hagon (Gosselies, 24 juni 1947) is een voormalig Belgisch volksvertegenwoordiger.

## Levensloop
Als licentiate in de klassieke filologie aan de Université Catholique de Louvain werkte Corbisier zeventien jaar lang als lerares in het vrij onderwijs, waaronder dertien jaar aan het Atheneum van Charleroi.
In 1976 werd ze voor de christendemocratische PSC verkozen tot gemeenteraadslid van Montigny-le-Tilleul, waar ze van 1983 tot 1988 schepen van Cultuur, Jeugd en Milieu was in een coalitie van PSC en de liberale PRL. Na de verkiezingen van 1988 werd de PSC in Montigny-le-Tilleul naar de oppositie verwezen, waarna Corbisier-Hagon tot 2006 als fractieleider voor haar partij in de gemeenteraad zetelde. In oktober 2006 kwam daar echter verandering in toen zetelend burgemeester Véronique Cornet de PS als coalitiepartner verving door het cdH, sinds 2002 de navolger van de PSC. Vervolgens was ze er van 2006 tot 2012 schepen van Jeugd, Cultuur, Erfgoed, Gebiedsbehoud, Urbanisme, Mobiliteit en Huisvesting. Bij de gemeenteraadsverkiezingen van oktober 2012 haalde de MR van burgemeester Cornet de absolute meerderheid in Montigny-le-Tilleul, waardoor het cdH opnieuw in de oppositie belandde. Corbisier-Hagon bleef wel gemeenteraadslid in de gemeente. Bij de verkiezingen van oktober 2018 was ze geen kandidaat meer.
Van 1985 tot 1987 was ze tevens provincieraadslid van Henegouwen en daarna werd ze in 1987 verkozen tot lid van de Kamer van volksvertegenwoordigers voor het arrondissement Charleroi, waar ze bleef zetelen tot in 1995. Hierdoor zetelde ze vanaf begin 1988 van rechtswege ook in de Waalse Gewestraad en in de Raad van de Franse Gemeenschap. Toen in 1995 de eerste verkiezingen voor de regionale parlementen plaatsvonden, besloot ze voor het Waals Parlement en het Parlement van de Franse Gemeenschap te opteren en werd verkozen voor het arrondissement Charleroi. In beide parlementen zou ze zetelen tot in 2009.
In de Waalse Gewestraad was Corbisier-Hagon van 1989 tot 1992 fractievoorzitter van de PSC, van 1989 tot 1991 lid van de commissies Milieu, Natuurlijke Middelen en Landbouw en van 1992 tot 1995 lid van de commissies Technologische Ontwikkeling en Werk. Ze lag er tevens aan de basis van de oprichting van de commissie die in 1991-1993 onderzoek deed naar  de problematiek rond afval in Wallonië. In 1992 en 1995 onderhandelde Corbisier-Hagon mee over de regeerakkoorden voor het Waals Gewest en de Franse Gemeenschap en van 7 januari 1992 tot en met 13 juli 1999 was ze voorzitter van de Raad en later het Parlement van de Franse Gemeenschap. Van 1992 tot 1999 was ze in dit parlement tevens de voorzitter van de commissie Onderwijs, in die hoedanigheid ontfermde ze zich actief over de dossiers omtrent onderwijs en de hervorming ervan. Ook toonde ze zich begaan met het verbeteren van de toegangsmogelijkheden voor vrouwen in de politiek en verdedigde ze de gelijkheid tussen man en vrouw. 
Na de verkiezingen van 1999 werd ze voor haar partij fractieleider in het Parlement van de Franse Gemeenschap; tot 2004 in de oppositie, daarna opnieuw in de meerderheid. Vanuit deze functie was ze ook betrokken bij de discussies over institutionele aangelegenheden en initiatieven om de interregionale betrekkingen in België te verbeteren. Van 2007 tot 2008 vertegenwoordigde ze haar partij in de Groupe Wallonie-Bruxelles, die in samenspraak met de andere Franstalige partijen een toekomstig politiek project voor de Franstaligen in Brussel en Wallonië uitwerkte, en in 2008 maakte ze in het Waals Parlement deel uit van een reflectiegroep over de institutionele toekomst van Wallonië. In 2009 beëindigde ze haar parlementaire loopbaan.